# Михаїл IV
Михаїл IV Пафлагонський (грец. Μιχαὴλ Παφλαγών, 1010 — 10 грудня 1041) — імператор Візантії з 11 квітня  1034 по 10 грудня 1041 року.
Михайло IV походив із візантійської провінції Пафлагонія, звідси прізвисько. Він завдячував імператорству своїй дружині — імператриці Зої, старшій дочці імператора Констянтина VIII. Вона була ще дружиною імператора Романа III Аргира, як закохалася в молодого управителя царським палацом Михайла. Після змови та вбивства Романа III, вона одразу одружилася з Михайлом.
Михайло IV мав слабкий характер і хворів на епілепсію. Він надав право управляти своєму брату, євнуху Івану Орфанотропу, який ще при Константині та Романі III був поважним міністром і відіграв не останню роль при знайомстві Зої з Михайлом, для утвердження свого впливу.
Іван під час правління Михайла провів реформу армії та фінансів для укріплення держави. На східному кордоні вдалося відновити панування над важливим стратегічним пунктом, містом Едесою. На заході армія під проводом Георгія Маніака вигнала сарацинів із Сицилії (1038—1040). Однак їм не вдалось витіснити норманів із південної Італії. Після відкликання Маніака до Константинополя, Сицилія перейшла в руки норманів (1041).
Повстання болгар, а також сербів і інших слов'ян на півночі імперії, які вже загрожували містам Фракії і Македонії, було придушено 1041 року самим імператором, який повернувся до Константинополя з тріумфом. Важкохворий Михайло IV помер 10 грудня 1041 року.